# Liste des musées du Haut-Rhin
Cette page présente la liste des musées du département du Haut-Rhin.

## Biesheim
- Musée de l'optique
- Musée gallo-romain (Musée de France)

## Colmar
- Musée Bartholdi (Musée de France)
- Musée d'art juif
- Musée d'histoire naturelle et d'éthnographie (Musée de France)
- Musée Unterlinden (Musée de France)
- Musée des usines municipales
- Musée du jouet et du petit train
- Musée Hansi

## Kaysersberg
- Musée Albert-Schweitzer
- Musée historique (Musée de France)

## Mulhouse
- Cité de l'automobile, musée national de l'automobile collection Schlumpf (Musée de France)
- Cité du train, musée français du chemin de fer (Musée de France)
- Maison de la céramique
- Musée de l'impression sur étoffes (Musée de France)
- Musée des beaux-arts (Musée de France)
- Musée Electropolis (Musée de France)
- Musée historique (Musée de France)
- Musée minéralogique de la société industrielle (Musée de France)
- MUSEUM Dan GERBO, musée d'art contemporain (Musée de France)

## Ribeauvillé
- Musée de la vigne et de la viticulture
- Musée municipal

## Riquewihr
- Musée de la communication en Alsace
- Musée de la tour des voleurs
- Musée historique du Dolder (Musée de France)
- Musée Hansi

## Sainte-Marie-aux-Mines
- Tellure
- Mine d'Argent Saint Barthélémy

## Soultz
- Musée historique du château de Bucheneck
- Musée de la Nef des Jouets

## Autres communes
- Musée sundgauvien, Altkirch (Musée de France)
- Musée de la Porte de Thann, Cernay (Musée de France)
- Musée de la Régence, Ensisheim
- Musée des automates, Fréland
- Musée Théodore Deck, Guebwiller (Musée de France)
- Musée Albert-Schweitzer, Gunsbach
- Monument national du vieil Armand, Hartmannswiller
- Musée historique et militaire, Huningue (Musée de France)
- Musée textile de la Haute-Alsace, Husseren-Wesserling
- Musée du vignoble et des vins d'Alsace, Kientzheim (Musée de France)
- Musée des métiers du bois, Labaroche
- Musée des eaux de vie Lapoutroie
- Musée de la Schlitte et des métiers du bois, Muhlbach-sur-Munster
- Musée Vauban, Neuf-Brisach (Musée de France)
- Musée paysan, Oltingue (Musée de France)
- Musée mémorial du Linge, Orbey
- Musée du papier peint, Rixheim (Musée de France)
- Musée du bailliage de Rouffach, Rouffach (Musée de France)
- Musée Serret, Saint-Amarin (Musée de France)
- Musée de la scierie Vincent, Sainte-Croix-aux-Mines
- Musée d'art contemporain Fernet Branca, Saint-Louis
- Musée des amis de Thann, Thann (Musée de France)
- Musée de la poche de Colmar, Turckheim
- Écomusée d'Alsace, Ungersheim (Musée de France)
- Musée du sapeur-pompier d'Alsace (Musée de France), Vieux-Ferrette
- Musée du vigneron, Wuenheim